# Giuseppe Mori
Giuseppe Mori, italijanski rimskokatoliški duhovnik in kardinal, * 24. januar 1850, Loro Piceno, † 30. september 1934.

## Življenjepis
17. septembra 1874 je prejel duhovniško posvečenje v Rimu.
8. decembra 1916 je bil imenovan za tajnika Zbora Rimske kurije.
11. decembra 1922 je bil povzdignjen v kardinala in imenovan za kardinal-diakona S. Nicola in Carcere; 13. marca 1933 je bil povzdignjen v kardinal-duhovnika.